# 帆を上げろ!
「帆を上げろ！」（ほをあげろ）は、日本の男性グループ・BOYS AND MENの楽曲。19作目のシングルとして2017年8月2日にVirgin Musicからリリースされた。作詞はいしわたり淳治、作曲は前山田健一。同年の夏に放送されたMBS/TBS系連続ドラマ『マジで航海してます。』の主題歌である。

## 制作、音楽性
この曲は、ドラマイズムのプロデューサーが、航海士を目指す学生たちを描いた『マジで航海してます。』の主題歌として、登場人物と同世代であり「夏」や「海」をイメージできるアーティストとしてBOYS AND MENにオファーをしたことから制作され、ドラマのために書き下ろされた。所属レーベルのユニバーサルミュージックは、この曲自体も「大海原を旅する航海士をイメージした」としている。
作詞のいしわたり淳治、作曲の前山田健一（ヒャダイン）ともにBOYS AND MENの楽曲制作に携わるのは初であり、「帆を上げろ！」はこの2人が初めてタッグを組んだ作品でもある。いしわたり淳治とメンバーは直接会うことはなかったが、いしわたりが詞を書くにあたってBOYS AND MENのことを詳しく調べたと知らされ、メンバーはこの歌詞を「ドラマの内容とBOYS AND MENとがリンクしている」・「言葉ににじむダサさとか愚直さが、すごく俺たちらしい」・「『次のステップへ行け』というメッセージを受け取った気がした」などと捉えた。ヒャダインはこれ以前にBOYS AND MENと共演した経験があり、そのときの印象を「圧倒された」と語っている。このときにヒャダインから「いつか曲を書きたい」という話があり、それから3年が経って実現となった。メンバーはこの曲を「転調、譜割り、音数の多さがまさしく『ヒャダイン節』」と評し、グループの歌唱面を担う平松賢人は「この曲は不思議と『歌おう』と思うと歌えなくて、曲の流れに身を任せるようにした方が歌える」という感想を述べている。
曲中には「カモメの鳴き声」など様々な効果音が入り、曲の途中（2コーラス目の後）にリーダーの水野勝を中心にして交わされるセリフのパートがある。このセリフもいしわたりが書いたものである。水野はこの曲について「BOYS AND MEN史上最長の製作時間を費やした」とコメントしており、ヒャダインもメンバー10人の歌の収録後の音の調節などに普段より長い時間をかけたと明かしている。

## リリース
「帆を上げろ！」の前作は、2017年4月15日に所属事務所のインディーズレーベル・Fortune Recordsからリリースされた「ドラMAX!!! 〜オレらの憧れ竜戦士〜」になる。メジャー・シングルは、ユニバーサルミュージック専属契約第1弾である17thシングル「YAMATO☆Dancing」から1年ぶりとなる。
4月28日、8月2日にニュー・シングルをリリースすることを発表。表題曲については「タイトル未定」としながら、作家陣、楽曲のテーマ、カップリングやリリース形態などの情報を公開した。5月26日に表題曲のタイトルが「帆を上げろ！」であることを発表。29日放送のBOYS AND MENのラジオ番組『BOYS AND MEN 栄第七学園男組』で楽曲をオンエア。6月にこの曲が『マジで航海してます。』の主題歌であること、ドラマにメンバーの勇翔が出演すること、といった情報が順次発表された。勇翔のドラマ出演は、BOYS AND MENが主題歌を担当することが決まった後に決定したものである。
6月24日に愛知県安城市で行ったメ〜テレとの共同ライブイベント『コラボイメン〜進化と覚醒〜』で、「帆を上げろ！」のステージ・パフォーマンスを初披露。30日にミュージック・ビデオが解禁され、それと合わせてジャケット写真を公開。この曲で着る新しい学ラン衣装には「海学ラン」という通称がある。『マジで航海してます。』は7月3日（2日深夜）にMBSから放送が始まった。
CDシングルは、初回限定盤A／B・初回限定盤ピクチャーレーベル・通常盤の4つのパターンでリリースされた。カップリングには新曲「がむしゃらロケンロー」と、2017年春に行った47都道府県ツアーで披露した沢田研二「TOKIO」のリニューアル・カバー集の1曲「NAGOOOOOYA」を収録している。初回限定盤AとBには、それぞれ違う収録内容のDVDが付属する。

## ミュージック・ビデオ
ミュージック・ビデオの監督は末吉ノブ。撮影は東京都内のスタジオで行われた。「大海原を旅する航海士」という曲のイメージを、船上を模したセットの上でミュージカル調に表現した内容である。歌い踊るパフォーマンスと、歌詞に沿った「航海の中で起こるあれこれ」を表現した寸劇が織り交ぜられる。波間から現れる金のしゃちほこがグループの活動拠点である「名古屋」を表している。
曲の振り付けはラッキィ池田によるもので、デッキブラシを持って踊る「デッキダンス」を披露する。ラッキィ池田もビデオ撮影に立ち会い、その場でダンスや動きを付け足していく作業が行われた。ラッキィ池田はこの振り付けを「小学生でも踊れる振り」をテーマに創作した。

## プロモーション、ライブ・パフォーマンス
リリースイベントは表題曲のタイトルがまだ明かされていなかった5月上旬から始まり、リリース週の8月上旬までの3か月間に愛知県を中心に数多くのイベントを開催。リリース当日の8月2日は、名古屋・アスナル金山でイベントを行った。8月には名古屋市内のタクシー会社とのコラボレーションとして、外装に「帆を上げろ！」のジャケット写真をラッピングしたタクシーを走らせる企画を催した。これは同時期にリリースされた弟分グループ祭nine.のデビュー曲「嗚呼、夢神輿」のプロモーションと合同のものである。
メディアでのライブ・パフォーマンスは、7月29日放送の『Uta-Tube』（NHK名古屋）、8月4日放送の『スッキリ!!』（日本テレビ）では生パフォーマンスを披露、8月5日（4日深夜）放送の『バズリズム』、などに出演した。

## チャート成績
オリコンでは8月2日付のデイリーランキングで1位を獲得。デイリーでは計4回1位を記録し、8月14日付の週間ランキングで2位にランクインした。ビルボードの週間シングル・セールスチャートも同じく2位にランクインした。タワーレコードの全店総合シングルチャートでは1位を記録した。

## シングル収録トラック

### 通常盤
1. 「帆を上げろ！」（作詞: いしわたり淳治、作曲: 前山田健一、編曲: サイトウヨシヒロ） – 4:25
2. 「がむしゃらロケンロー」（作詞・作曲: 岡嶋かな多・Soma Genda、編曲: Soma Genda） – 4:19
3. 「NAGOOOOOYA」（作詞: 糸井重里、新歌詞: YUMIKO、作曲: 加瀬邦彦、編曲: 家原正樹） – 4:28
4. 「帆を上げろ！ (カラオケVer.)」
5. 「がむしゃらロケンロー (カラオケVer.)」
6. 「NAGOOOOOYA (カラオケVer.)」

### 初回限定盤A
CD
1. 「帆を上げろ！」
2. 「がむしゃらロケンロー」
3. 「NAGOOOOOYA」

DVD
1. 「帆を上げろ！ -Music Video-」
2. 「帆を上げろ！ -Making Video-」

### 初回限定盤B
CD
1. 「帆を上げろ！」
2. 「がむしゃらロケンロー」
3. 「NAGOOOOOYA」

DVD
1. 「47都道府県ツアー ロードムービー long ver.」
2. 「帆を上げろ！ -Making of Jacket Photos-」

### 初回限定盤 ピクチャーレーベル
1. 「帆を上げろ！」
2. 「がむしゃらロケンロー」